# Vira (Pireneje Wschodnie)
Vira – miejscowość i gmina we Francji, w regionie Oksytania, w departamencie Pireneje Wschodnie.
Według danych na rok 1990 gminę zamieszkiwały 32 osoby, a gęstość zaludnienia wynosiła 2 osoby/km² (wśród 1545 gmin Langwedocji-Roussillon Vira plasuje się na 868. miejscu pod względem liczby ludności, natomiast pod względem powierzchni na miejscu 497.).